# Pico Parrot
Pico Parrot (em alemão:  Parrotspitze) é um dos picos do Monte Rosa, cujo maciço faz de fronteira Itália-Suíça, de um lado com o Piemonte, Itália e do outro com o Valais, Suíça.
Com 4 432 m é um dos cumes dos Alpes com mais de 4000 m